# Bodești
Bodești est une commune roumaine du județ de Neamț, dans la région historique de Moldavie et dans la région de développement du Nord-Est.

## Géographie
La commune de Bodești est située dans le centre du județ, sur la rivière Cracău, affluent de la Bistrița, dans les collines des Carpates orientales, à 16 km au nord de Piatra Neamț, le chef-lieu du județ.
La municipalité est composée des quatre villages suivants (population en 1992) :
- Bodești (2 179), siège de la municipalité ;
- Bodeștii de Jos (1 792) ;
- Corni ;
- Oșlobeni (925).

## Politique
| Période                                  | Période  | Identité     | Étiquette | Qualité |
| ---------------------------------------- | -------- | ------------ | --------- | ------- |
| Les données manquantes sont à compléter. |          |              |           |         |
| 2004                                     | 2016     | Ioan Macovei | PSD       |         |
| 2012                                     | En cours | Marina Barna | PNȚCD     |         |

| Parti | Parti                                            | Sièges |
| ----- | ------------------------------------------------ | ------ |
|       | Parti social-démocrate (PSD)                     | 4      |
|       | Parti national libéral (PNL)                     | 2      |
|       | Alliance des libéraux et démocrates (ALDE)       | 1      |
|       | Parti écologiste roumain (PER)                   | 2      |
|       | Parti national paysan chrétien-démocrate (PNȚCD) | 3      |
|       | Parti Mouvement populaire (PMP)                  | 2      |

## Religions
En 2002, la composition religieuse de la commune était la suivante :
- Chrétiens orthodoxes, 91,12 % ;
- Adventistes du septième jour, 4,90 % ;
- Chrétiens évangéliques, 0,79 %.

## Démographie
En 2002, la commune compte 5 108 Roumains (98,93 %) et 55 Tsiganes (1,06 %). On comptait à cette date 1 830 ménages et 1 937 logements.
| 2002  | 2007  |
| ----- | ----- |
| 5 163 | 5 194 |

## Économie
L'économie de la commune repose sur l'agriculture, l'apiculture et l'élevage.

## Communications

### Routes
Bodești se trouve sur la route nationale DN15C qui relie Piatra Neamț et Târgu Neamț.